# 女写真家ソフィー
『女写真家ソフィー』（原題：La Fidélité）は、アンジェイ・ズラウスキー監督による2000年のフランス映画。『クレーヴの奥方』を現代に翻案したもので、原題のfidélitéは「忠実」「誠実」「貞節」を意味する。
日本では、第8回フランス映画祭横浜2000にて『フィデリテ』の邦題で上映されたものの、劇場未公開のまま『女写真家ソフィー』の邦題でビデオ・DVD発売となった。配信邦題は『不倫 美しき妻の告白』。

## キャスト
- Clélia：ソフィー・マルソー
- Clève：パスカル・グレゴリー
- Némo：ギヨーム・カネ
- Maman：マガリ・ノエル (fr)
- Mac Roi：ミシェル・シュボール

## 受賞
- カブール国際ロマンチック映画祭（2000年）
  - 最優秀女優賞：ソフィー・マルソー
  - 金の白鳥賞：アンジェイ・ズラウスキー
- 国際ステディカム賞（2000年）
  - 最優秀ステディカム撮影賞動画部門：Adam Rózanski

## 映画祭上映
- フランス映画祭（横浜、2000年）長編映画
- リオデジャネイロ国際映画祭（2000年）世界映画のパノラマ
- リスボンフランス映画祭（2000年）フランス映画週間選出作品
- ワルシャワフランス映画祭（2000年）選出作品
- テッサロニキ国際映画祭（2000年）新たな展望部門
- シドニーフランス映画祭（2001年）選出作品
- テュービンゲン・シュトゥットガルト国際フランス語圏映画祭（2000年）